# Ruska sovjetska federativna socialistična republika
Ruska sovjetska federativna socialistična republika (prvotno Ruska socialistična federativna sovjetska republika; rusko Российская Советская Федеративная Социалистическая Республика; kratica RSFSR) je bilo uradno ime ruske države pod vladavino Leninovih boljševikov v letih 1917/18 do 1922, nato pa je postala ena izmed zveznih republik Sovjetske zveze (v letih 1922-1991).
RSFSR je nasledila kratkotrajno Rusko republiko, kot prva in najpomembnejša politična posledica oktobrske revolucije oziroma boljševiškega prevzema oblasti v Rusiji dne 7. novembra 1917. 
10. julija 1918 je bila sprejeta in začela veljati sovjetska ustava iz leta 1918. Sovjetski zvezi se je ob njeni ustanovitvi pridružila leta 1922, kar je bilo nato v celoti formalizirano s sovjetsko ustavo iz leta 1924. Na Zahodu se pogosto govori o »boljševiški Rusiji«, ko se nanašamo na to državo v obdobju med 1917 in 1922, medtem ko v tedanjih ruskih dokumentih najdemo izraz »Ruska republika« (Российская Республика, Rossijskaja Respublika) in »Sovjetska republika« (Советская Республика, Sovjetskaja Respublika).